# Fast Reports
Fast Reports, Inc — компания по разработке программного обеспечения для формирования отчетов. Основана в 1998 году. Потенциальные пользователи: разработчики в средах Embarcadero RAD Studio (ex-Borland): Delphi, C++Builder, FireMonkey; Microsoft Visual Studio и др.
Компания ранее работала в городе Ростов-на-Дону, но покинула рынок в 2022 году.

## История продуктов FastReport
- 1998—2002 гг. — создание компании и продвижение флагманского продукта, генератора отчетов FastReport VCL. Попутно поддерживаются две платформы: Win32 и Kylix. В середине 2002 года FastReport VCL был признан лучшим генератором отчетов года, по результатам опроса delphizine.com[источник не указан 213 дней][аффилированный источник? 213 дней][неавторитетный источник]
- В мае 2003-го выходит новая версия FastReport 2.5 VCL со множеством исправлений и дополнений, среди которых:

— Добавлен экспорт в черно-белом варианте BMP, JPEG и TIFF 

— Экспорт в RTF, но на тот момент в бета тесте

— А также добавлены новые свойства и возможности связанные с функциональностью дизайнера отчетов.
— Улучшенный CrossTab 

— возможность отключения подсветки синтаксиса в редакторе скрипта

— Программное изменение страниц перед печатью

— функция FieldIsNull в скрипте

- В сентябре 2003-го релиз библиотеки FastScript. FastScript включает в себя 4 скриптовых языка: Pascal Script, C++Script, JScript, BasicScript. FastScript дает возможность встроить скрипты, написанные на любом из четырёх языков, в отчет, чем расширяет возможности FastReport.[источник не указан 213 дней]
- 30 августа 2004-го, состоялся релиз FastReport3 VCL - следующей версии продукта для Delphi разработчиков. Релиз данного продукта толкнул разработчиков в сторону клиент-серверной архитектуры. После чего появилась возможность создания полноценного сервера отчетов, но об этом позже.[источник не указан 213 дней]

— основная особенность «тройки» — полная многопоточность, что позволило встраивать в многозадачные среды (в том числе, клиент-серверные, для WEB отчетности) Возможности клиент-серверной архитектуры:

— построение отчетов любой сложности на стороне сервера по запросу клиента без непосредственного доступа клиента к серверу баз данных;

— обслуживание нескольких клиентов сервером в различных потоках позволяет добиться высокой нагрузочной способности и минимизации времени;

— применение протокола передачи данных HTTP (RFC 2068 [2]) позволяет использовать большое количество уже существующих программ, таких как web-браузеры (Internet Explorer, Netscape Navigator, Mozilla, Opera и др.), Proxy-серверы, web-серверы (Internet Information Server, Apache и др.) для совместной работы без дополнительных трудоемких решений;

— применение технологий сжатия на основе алгоритма GZip (RFC 1952 [6]) уменьшает сетевой трафик и увеличивает общую производительность клиент-сервер системы;

— использование в качестве клиента не только внутренний компонент FastReport, но и любого web-браузера;

- 22 августа 2005 года на основе дизайнера отчетов FastReport был выпущен продукт, ориентированный на конечных пользователей, FastReport Studio. FR Studio явил собой полноценный дизайнер отчетов для пользователей не владеющих знаниями языков программирования, но знающих что такое база данных и умеющих с ней работать. Начиная с 2013 года, продукт больше не поддерживается. Причина - устаревшая технология.[источник не указан 213 дней]
- 30 мая 2006 года состоялся релиз FastReport Server. В марте 2008-го выходит вторая версия FastReport Server с измененным ядром на FastReport4 VCL, а также множеством дополнительных исправлений и багофиксов. Начиная с 2013 года, продукт не поддерживается. Причина - устаревшая технология.[источник не указан 213 дней]
- Сентябрь-Октябрь 2006 года — бета-тестирование и выход новой, четвёртой, версии генератора отчетов FastReport VCL. Интервал между версиями составил 2 года. В «четверку» были включены все возможности FastReport3 VCL, а также большое количество нововведений. Большая часть изменений коснулась ядра продукта и улучшения дизайнера отчетов.[источник не указан 213 дней]
- Примерно через год, в середине августа 2007-го в связи с высокими требованиями пользователей к продуктам FastReport, компания выпускает набор Delphi-компонентов для OLAP-анализа FastCube. Продукт содержит библиотеку FastScript, и обладает возможностью интеграции с FastReport4 VCL. Другими словами, у пользователей появилась возможность отправить полученный анализ FastCube в отчетный документ FastReport’a, либо запускать его в окне дизайнера отчетов.[источник не указан 213 дней]
- 16 марта 2009 года состоялся официальный релиз FastReport.Net для Microsoft Visual Studio, написан полностью на C#, поддерживает ASP.NET и MVC.[источник не указан 213 дней]
- 2012 год. Выходит продукт для новой среды разработки, предлагаемой компанией Embarcadero - FireMonkey. FastReport FMX работает как в среде Windows, так и в MacOS. Кроме того, Fast Reports выпускает кроссплатформенный генератор отчётов FastReport.Mono. По сути, это адаптированный FastReport.Net[источник не указан 213 дней]
- 2013 год - выход новых версий FastReport.Net с индексом 2013, FastCube 2 VCL для новой RAD Studio XE5. В октябре был запущен сервер демо отчетов, построенный на технологии MVC.[источник не указан 213 дней]
- 1 апреля 2014 год - выход новой версии генератора отчетов FastReport VCL 5. Добавлены новые классы, объекты (2D штрихкоды, Code128, EAN128 с автоматической кодировкой), улучшена интерактивность, новые экспорты в HTML5 (div), DOCX, XLSX, PPTX, улучшен экспорт в PDF, изменения в GUI, также улучшения клиент-серверной части.[источник не указан 213 дней]

## Семейство продуктов FastReport
FastReport — семейство продуктов для генерации отчётов.

### FastReport FMX
Первый генератор отчетов для Apple Mac OS. Дата релиза первой версии — 27.04.2012
Статус — развивается.

### FastReport.Net
Генератор отчетов для MS Visual Studio. Релиз продукта состоялся в середине марта 2009 года.
Статус — развивается.

### FastReport.Mono
Генератор отчетов для Mono Framework. Релиз продукта состоялся 21 мая 2012 года.
Статус — развивается.

### FastReport VCL
Генератор отчетов для Delphi и C++Builder.
- от 2000 года — версия FastReport 2 VCL
- от 2004 года — версия FastReport 3 VCL
- от 2006 года — версия FastReport 4 VCL
- от 2014 года — версия FastReport VCL 5 с поддержкой Delphi 7-XE8 и C++Builder 2005-XE8

Статус — развивается.

### FastCube VCL
Не является генератором отчетов. Представляет собой компоненты для OLAP-анализа.
- от 2007 года — версия FastCube 1 VCL
- от 2013 года — версия FastCube 2 VCL с поддержкой XE7

Статус — развивается.

### FastReport Server
Первая версия появилась 30 мая 2006 года.  Продукт был написан с помощью веб-компонентов, входящих в поставку FastReport VCL.
Статус — проект закрыт.